# Ружић
Ружић је насеље у Србији у општини Владичин Хан у Пчињском округу. Према попису из 2022. било је 50 становника (према попису из 2011. било је 93 становника). Ово је планинско село. Лежи на високом земљишту између Џепске Реке са севера и Козничке Реке са југа. Околна насеља су: Дупљане, Манајле, Козница и Дикава.

## Тип
Село је разбијеног типа. Дели се на махале: Доња, Горња, Копината Долина, Маковиште и Ливада Махала. Главна је Горња Махала јер лежи у средишту села. Прелаз између Ружића и Дупљана је неприметан. Село Ружић је 1960. године је имало 97 домова.

## Старине
Место звано Гробице налази се у источном делу села. Тамо се види пободено камење. Неки мештани мисле да су то „турски гробови“.
У Доњој Махали налази се црква Св. Петке у Ружићу. Зидана је пред крај турске владавине. Баба Милојка, која је умрла 1912. године у 80. години живота, као невеста је месила хлеб мајсторима. О већим празницима у ову цркву долазе становници из десетак околних села.

## Историја
Постоји предање да је некада Ружић имао 11 домова, рапоређени по махалама; Доња Махала две куће, Горња Махала 3, Копината Долина 1, Маковиште 1, Ливада 1 и Бигле 2 дома. Та домаћинства потицала су од становника који су досељени.
У саставу Ружића до скоро је била и махала Бигла, која лежи у сливу Врле на југу. Због велике издвојености она је данас посебно насеље и припада Врањској Котлини.
Место звано Село је у долини потока. Ту се налазе баште и избија извор. Данашњи становници кажу „не знамо како је названо то место“.
Све махале Ружића, осим Бигле, славе Никољдан пролећни. Бигла слави Марковдан, у мају.
Гробље се налази у суседном Дупљану.

## Демографија
У насељу Ружић живи 157 пунолетних становника, а просечна старост становништва износи 50,1 година (47,5 код мушкараца и 52,7 код жена). У насељу има 70 домаћинстава, а просечан број чланова по домаћинству је 2,59.
Ово насеље је у потпуности насељено Србима (према попису из 2002. године), а у последња три пописа, примећен је пад у броју становника.
|  |

| Демографија | Демографија | Демографија |
| Година      | Становника  | Становника  |
| ----------- | ----------- | ----------- |
| 1948.       | 601         |             |
| 1953.       | 677         |             |
| 1961.       | 635         |             |
| 1971.       | 576         |             |
| 1981.       | 466         |             |
| 1991.       | 273         | 273         |
| 2002.       | 181         | 182         |
| 2011.       | 93          |             |
| 2022.       | 50          |             |

| Етнички састав према попису из 2002.‍ | Етнички састав према попису из 2002.‍ | Етнички састав према попису из 2002.‍ | Етнички састав према попису из 2002.‍ | Етнички састав према попису из 2002.‍ |
| ------------------------------------ | ------------------------------------ | ------------------------------------ | ------------------------------------ | ------------------------------------ |
|                                      |                                      |                                      |                                      |                                      |
| Срби                                 | Срби                                 |                                      | 181                                  | 100,0%                               |
| непознато                            | непознато                            |                                      | 0                                    | 0,0%                                 |

| Година пописа     | 1948. | 1953. | 1961. | 1971. | 1981. | 1991. | 2002. |
| ----------------- | ----- | ----- | ----- | ----- | ----- | ----- | ----- |
| Број домаћинстава | 102   | 115   | 121   | 123   | 115   | 91    | 70    |

| Број чланова      | 1  | 2  | 3  | 4 | 5 | 6 | 7 | 8 | 9 | 10 и више | Просек |
| ----------------- | -- | -- | -- | - | - | - | - | - | - | --------- | ------ |
| Број домаћинстава | 20 | 22 | 13 | 4 | 5 | 5 | 1 | 0 | 0 | 0         | 2,59   |

| Пол    | Укупно | Неожењен/Неудата | Ожењен/Удата | Удовац/Удовица | Разведен/Разведена | Непознато |
| ------ | ------ | ---------------- | ------------ | -------------- | ------------------ | --------- |
| Мушки  | 79     | 17               | 52           | 10             | 0                  | 0         |
| Женски | 85     | 10               | 53           | 20             | 2                  | 0         |
| УКУПНО | 164    | 27               | 105          | 30             | 2                  | 0         |

| Пол    | Укупно                    | Пољопривреда, лов и шумарство | Рибарство                            | Вађење руде и камена | Прерађивачка индустрија       |
| ------ | ------------------------- | ----------------------------- | ------------------------------------ | -------------------- | ----------------------------- |
| Мушки  | 31                        | 5                             | 0                                    | 0                    | 12                            |
| Женски | 8                         | 4                             | 0                                    | 0                    | 2                             |
| УКУПНО | 39                        | 9                             | 0                                    | 0                    | 14                            |
| Пол    | Производња и снабдевање   | Грађевинарство                | Трговина                             | Хотели и ресторани   | Саобраћај, складиштење и везе |
| Мушки  | 2                         | 6                             | 0                                    | 0                    | 3                             |
| Женски | 0                         | 0                             | 1                                    | 0                    | 0                             |
| УКУПНО | 2                         | 6                             | 1                                    | 0                    | 3                             |
| Пол    | Финансијско посредовање   | Некретнине                    | Државна управа и одбрана             | Образовање           | Здравствени и социјални рад   |
| Мушки  | 1                         | 0                             | 2                                    | 0                    | 0                             |
| Женски | 0                         | 0                             | 0                                    | 1                    | 0                             |
| УКУПНО | 1                         | 0                             | 2                                    | 1                    | 0                             |
| Пол    | Остале услужне активности | Приватна домаћинства          | Екстериторијалне организације и тела | Непознато            | Непознато                     |
| Мушки  | 0                         | 0                             | 0                                    | 0                    | 0                             |
| Женски | 0                         | 0                             | 0                                    | 0                    | 0                             |
| УКУПНО | 0                         | 0                             | 0                                    | 0                    | 0                             |